# Élections cantonales de 1922 en Ille-et-Vilaine
Les élections cantonales françaises de 1922 ont eu lieu les 14 et 21 mai 1922.

## Assemblée départementale sortante
| Parti                                          | Sigle       | Élus |
| ---------------------------------------------- | ----------- | ---- |
| Gauche (19 sièges)                             |             |      |
| Républicain de Gauche                          | Rép.G       | 11   |
| Radical indépendant                            | Rad.ind     | 5    |
| Radical-socialiste                             | Rad-Soc     | 2    |
| Parti républicain-socialiste                   | Rép-Soc     | 1    |
| Droite (23 sièges)                             |             |      |
| Conservateur                                   | Conserv.    | 13   |
| Républicain libéral                            | Rép.libéral | 4    |
| Fédération républicaine                        | Rép.ERD     | 6    |
| Socialiste (1 siège)                           |             |      |
| Section française de l'Internationale ouvrière | SFIO        | 1    |
| Président du conseil général                   |             |      |
| Charles Guernier (Radical indépendant)         |             |      |

## Assemblée départementale élue
| Parti                                          | Sigle       | Élus   |
| ---------------------------------------------- | ----------- | ------ |
| Gauche (18 sièges)                             |             |        |
| Républicain de Gauche                          | Rép.G       | 10 ↓ 1 |
| Radical indépendant                            | Rad.ind     | 4 ↓ 1  |
| Radical-socialiste                             | Rad-Soc     | 3 ↑ 1  |
| Parti républicain-socialiste                   | Rép-Soc     | 1      |
| Droite (24 sièges)                             |             |        |
| Conservateur                                   | Conserv.    | 14 ↑1  |
| Républicain libéral                            | Rép.libéral | 4      |
| Fédération républicaine                        | Rép.ERD     | 6      |
| Socialiste (1 siège)                           |             |        |
| Section française de l'Internationale ouvrière | SFIO        | 1      |
| Président du conseil général                   |             |        |
| Charles Guernier (Radical indépendant)         |             |        |

## Résultats pour le conseil général

### Arrondissement de Rennes

#### Canton de Rennes-Nord-Ouest
|          | Étienne Pinault * | Républicain ERD | 1 870 | 53,37 |  |  |
|          | Albert Aubry      | SFIO            | 1 625 | 46,38 |  |  |
|          |                   |                 |       |       |  |  |
| Inscrits | Inscrits          | Inscrits        | 6 481 |       |  |  |
| Votants  | Votants           | Votants         | 3 582 | 55,27 |  |  |
| Exprimés | Exprimés          | Exprimés        | 3 504 | 97,82 |  |  |

*sortant

#### Canton de Rennes-Sud-Ouest
|          | Jean-Marie Maugère * | Républicain de gauche | 2 454 | 98,36 |  |  |
|          |                      |                       |       |       |  |  |
| Inscrits | Inscrits             | Inscrits              | 5 484 |       |  |  |
| Votants  | Votants              | Votants               | 2 527 | 46,08 |  |  |
| Exprimés | Exprimés             | Exprimés              | 2 495 | 98,73 |  |  |

*sortant

#### Canton de Hédé
|          | Ernest Allix      | Radical indépendant | 1 014 | 54,72 |  |  |
|          | Fernand Marçais * | Républicain ERD     | 839   | 45,28 |  |  |
|          |                   |                     |       |       |  |  |
| Inscrits |                   |                     |       |       |  |  |
| Votants  |                   |                     |       |       |  |  |
| Exprimés |                   |                     |       |       |  |  |

*sortant

#### Canton de Liffré
| Candidats | Candidats              | Étiquette                                      | Premier tour | Premier tour | Ballotage | Ballotage |
| Candidats | Candidats              | Étiquette                                      | Voix         | %            | Voix      | %         |
| --------- | ---------------------- | ---------------------------------------------- | ------------ | ------------ | --------- | --------- |
|           | Jean-Marie Pavy        | Républicain ERD                                | 892          | 46,02        | 1 030     | 50,64     |
|           | Jules Delalande *      | Radical indépendant (ex Républicain de gauche) | 888          | 45,85        | 1 002     | 49,26     |
|           | Pierre Brisou-Guézille | Républicain ERD                                | 151          | 7,80         |           |           |
|           |                        |                                                |              |              |           |           |
| Inscrits  | Inscrits               | Inscrits                                       | 2 474        |              | 2 474     |           |
| Votants   | Votants                | Votants                                        | 1 979        | 79,99        | 2 056     | 83,10     |
| Exprimés  | Exprimés               | Exprimés                                       | 1 937        | 97,73        | 2 034     | 98,93     |

*sortant

#### Canton de Saint-Aubin-d'Aubigné
|          | Paul/Louis Picard * | Républicain de gauche | 2 071 | 85,37 |  |  |
|          |                     |                       |       |       |  |  |
| Inscrits | Inscrits            | Inscrits              | 3 745 |       |  |  |
| Votants  | Votants             | Votants               | 2 426 | 64,78 |  |  |
| Exprimés | Exprimés            | Exprimés              | 2 219 | 91,47 |  |  |

*sortant

### Arrondissement de Saint-Malo

#### Canton de Cancale
Charles Guernier est président du Conseil Général depuis 1921, à la suite du décès de René Brice.
|          | Charles Guernier * | Radical indépendant | 1 804 | 84,97 |  |  |
|          |                    |                     |       |       |  |  |
| Inscrits | Inscrits           | Inscrits            | 3 745 |       |  |  |
| Votants  | Votants            | Votants             | 2 426 | 64,78 |  |  |
| Exprimés | Exprimés           | Exprimés            | 2 219 | 91,47 |  |  |

*sortant

#### Canton de Combourg
|          | Robert Surcouf  | Radical-socialiste                         | 1 373 | 55,95 |  |  |
|          | Charles Dayot * | Républicain ERD (ex Républicain de gauche) | 1 055 | 42,99 |  |  |
|          |                 |                                            |       |       |  |  |
| Inscrits | Inscrits        | Inscrits                                   | 3 678 |       |  |  |
| Votants  | Votants         | Votants                                    | 2 625 | 71,37 |  |  |
| Exprimés | Exprimés        | Exprimés                                   | 2 454 | 93,49 |  |  |

*sortant

#### Canton de Pleine-Fougères
|          | Francis Éon * | Radical indépendant | 1 688 | 83,32 |  |  |
|          |               |                     |       |       |  |  |
| Inscrits | Inscrits      | Inscrits            | 3 243 |       |  |  |
| Votants  | Votants       | Votants             | 2 026 | 62,47 |  |  |
| Exprimés | Exprimés      | Exprimés            | 1 738 | 85,79 |  |  |

*sortant

#### Canton de Saint-Servan
Jean-Baptiste Charcot (Républicain ERD) élu depuis 1919 ne se représente pas.
|          | Eugène Brouard  | Républicain ERD       | 1 204 | 57,25 |  |  |
|          | Eugène Mantrand | Radical-socialiste    | 459   | 21,83 |  |  |
|          | Arthur Bougan   | Républicain ERD       | 229   | 10,89 |  |  |
|          | Casimir Julien  | Républicain de gauche | 209   | 9,94  |  |  |
|          |                 |                       |       |       |  |  |
| Inscrits | Inscrits        | Inscrits              | 3 435 |       |  |  |
| Votants  | Votants         | Votants               | 2 163 | 62,97 |  |  |
| Exprimés | Exprimés        | Exprimés              | 2 103 | 97,23 |  |  |

*sortant

### Arrondissement de Fougères

#### Canton de Fougères-Sud
|          | René de la Guerrande * | Conservateur | 1 570 | 82,59 |  |  |
|          |                        |              |       |       |  |  |
| Inscrits | Inscrits               | Inscrits     | 3 611 |       |  |  |
| Votants  | Votants                | Votants      | 1 901 | 52,65 |  |  |
| Exprimés | Exprimés               | Exprimés     | 1 618 | 85,11 |  |  |

*sortant

#### Canton de Louvigné-du-Désert
Ferdinand Baston de La Riboisière (Républicain ERD) élu depuis 1886 ne se représente pas.
|          | Ambroise de Montigny | Républicain ERD | 1 642 | 81,81 |  |  |
|          | Henri Lepouriel      | SFIO            | 349   | 17,39 |  |  |
|          |                      |                 |       |       |  |  |
| Inscrits | Inscrits             | Inscrits        | 2 800 |       |  |  |
| Votants  | Votants              | Votants         | 2 132 | 76,14 |  |  |
| Exprimés | Exprimés             | Exprimés        | 2 007 | 94,14 |  |  |

*sortant

#### Canton de Saint-Brice-en-Coglès
|          | Alphonse Dauguet  | Républicain ERD                                | 1 416 | 55,34 |  |  |
|          | Joseph Bucheron * | Radical indépendant (ex Républicain de gauche) | 1 132 | 44,24 |  |  |
|          |                   |                                                |       |       |  |  |
| Inscrits | Inscrits          | Inscrits                                       | 3 275 |       |  |  |
| Votants  | Votants           | Votants                                        | 2 632 | 80,37 |  |  |
| Exprimés | Exprimés          | Exprimés                                       | 2 559 | 97,23 |  |  |

*sortant
*sortant

### Arrondissement de Vitré

#### Canton de Vitré-Ouest
|          | Marcel Rupied      | Conservateur          | 1 179 | 52,85 |  |  |
|          | Alfred Vergnioux * | Républicain de gauche | 1 052 | 47,15 |  |  |
|          |                    |                       |       |       |  |  |
| Inscrits |                    |                       |       |       |  |  |
| Votants  |                    |                       |       |       |  |  |
| Exprimés |                    |                       |       |       |  |  |

*sortant

#### Canton de Châteaubourg
|          | Pierre Langouët * | Républicain ERD | 1 187 | 89,59 |  |  |
|          |                   |                 |       |       |  |  |
| Inscrits | Inscrits          | Inscrits        | 1 595 |       |  |  |
| Votants  | Votants           | Votants         | 1 325 | 83,07 |  |  |
| Exprimés | Exprimés          | Exprimés        | 1 223 | 92,30 |  |  |

*sortant

#### Canton de Retiers
|          | Alphonse Richard * | Républicain de gauche (ex Radical indépendant) | 2 151 | 82,51 |  |  |
|          |                    |                                                |       |       |  |  |
| Inscrits | Inscrits           | Inscrits                                       | 3 518 |       |  |  |
| Votants  | Votants            | Votants                                        | 2 462 | 69,98 |  |  |
| Exprimés | Exprimés           | Exprimés                                       | 2 224 | 90,33 |  |  |

*sortant

### Arrondissement de Redon

#### Canton de Bain-de-Bretagne
|          | Jacques Thélohan * | Républicain de gauche (ex Radical indépendant) | 1 780 | 57,14 |  |  |
|          | Henri Duclos       | Républicain ERD                                | 1 334 | 42,83 |  |  |
|          |                    |                                                |       |       |  |  |
| Inscrits | Inscrits           | Inscrits                                       | 4 157 |       |  |  |
| Votants  | Votants            | Votants                                        | 3 200 | 76,98 |  |  |
| Exprimés | Exprimés           | Exprimés                                       | 3 115 | 97,34 |  |  |

*sortant

#### Canton de Grand-Fougeray
|          | Charles Chupin * | Conservateur | 1 312 | 86,77 |  |  |
|          |                  |              |       |       |  |  |
| Inscrits | Inscrits         | Inscrits     | 1 937 |       |  |  |
| Votants  | Votants          | Votants      | 1 512 | 78,06 |  |  |
| Exprimés | Exprimés         | Exprimés     | 1 367 | 91,56 |  |  |

*sortant

#### Canton de Pipriac
|          | Arsène de Tanouarn * | Républicain ERD (ex Conservateur) | 2 492 | 93,51 |  |  |
|          |                      |                                   |       |       |  |  |
| Inscrits | Inscrits             | Inscrits                          | 4 069 |       |  |  |
| Votants  | Votants              | Votants                           | 2 665 | 65,50 |  |  |
| Exprimés | Exprimés             | Exprimés                          | 2 492 | 93,51 |  |  |

*sortant

#### Canton du Sel-de-Bretagne
René Brice (Républicain ERD) élu depuis 1871 est mort le 26 aout 1921. Il aura été conseiller général 50 ans sans discontinuer. 
Georges Bret (Républicain ERD) est élu lors de la partielle du 30 octobre 1921.
|          | Georges Bret * | Républicain ERD | 1 036 | 85,13 |  |  |
|          | Honoré Albert  | Républicain ERD | 181   | 14,87 |  |  |
|          |                |                 |       |       |  |  |
| Inscrits | Inscrits       | Inscrits        | 1 427 |       |  |  |
| Votants  | Votants        | Votants         | 1 267 | 88,79 |  |  |
| Exprimés | Exprimés       | Exprimés        | 1 217 | 96,05 |  |  |

*sortant

### Arrondissement de Montfort

#### Canton de Bécherel
|          | Constant Gendrot * | Républicain ERD (ex Républicain de gauche) | 1 633 | 92,10 |  |  |
|          |                    |                                            |       |       |  |  |
| Inscrits | Inscrits           | Inscrits                                   | 2 315 |       |  |  |
| Votants  | Votants            | Votants                                    | 1 773 | 76,59 |  |  |
| Exprimés | Exprimés           | Exprimés                                   | 1 650 | 93,06 |  |  |

*sortant

#### Canton de Plélan-le-Grand
|          | Edmond Rawle * | Conservateur | 1 990 | 93,43 |  |  |
|          |                |              |       |       |  |  |
| Inscrits | Inscrits       | Inscrits     | 3 331 |       |  |  |
| Votants  | Votants        | Votants      | 2 130 | 63,95 |  |  |
| Exprimés | Exprimés       | Exprimés     | 2 011 | 94,41 |  |  |

*sortant

## Résultats pour les conseils d'arrondissements

### Arrondissement de Rennes

#### Canton de Rennes-Nord-Est
- Conseiller sortant : Jean Lemaistre (Républicain de gauche), élu depuis 1910.

- Charles Langelier (Radical), élu depuis 1910 est décédé en février 1921. Lors de la partielle du 24 avril organisée pour le remplacer, Jean Lemaistre (Républicain de gauche) est élu.

|          | Jean Lemaistre * | Républicain de gauche | 2 035 | 70,29 |  |  |  |
|          | Jules Lecompte   | Républicain ERD - PDP | 852   | 29,43 |  |  |  |
|          |                  |                       |       |       |  |  |  |
| Inscrits | Inscrits         | Inscrits              | 6 699 |       |  |  |  |
| Votants  | Votants          | Votants               | 3 107 | 46,38 |  |  |  |
| Exprimés | Exprimés         | Exprimés              | 2 895 | 93,18 |  |  |  |

*sortant

#### Canton de Rennes-Sud-Est
- Conseiller sortant : Henri Roque (Radical-socialiste), élu depuis 1919.

|          | Henri Roque * | Radical-socialiste | 2 001 | 76,99 |  |  |  |
|          |               |                    |       |       |  |  |  |
| Inscrits | Inscrits      | Inscrits           | 7 795 |       |  |  |  |
| Votants  | Votants       | Votants            | 2 599 | 33,34 |  |  |  |
| Exprimés | Exprimés      | Exprimés           | 2 207 | 84,92 |  |  |  |

*sortant

#### Canton de Châteaugiron
- Conseiller sortant : Félix Ravalet (Républicain de gauche), élu depuis 1909 qui ne se représente pas.

|          | Joseph Pannetier     | Républicain ERD     | 1 006 | 67,29 |  |  |  |
|          | Jean-Baptiste Gendry | Radical indépendant | 457   | 30,57 |  |  |  |
|          |                      |                     |       |       |  |  |  |
| Inscrits | Inscrits             | Inscrits            | 2 205 |       |  |  |  |
| Votants  | Votants              | Votants             | 1 571 | 71,25 |  |  |  |
| Exprimés | Exprimés             | Exprimés            | 1 495 | 95,16 |  |  |  |

*sortant

#### Canton de Janzé
- Conseiller sortant : Albert Dauchez (Républicain ERD), élu depuis 1919.

|          | Albert Dauchez    | Républicain ERD    | 1 231 | 54,66 |  |  |  |
|          | Jean-Marie Lacire | Radical-socialiste | 1 020 | 45,29 |  |  |  |
|          |                   |                    |       |       |  |  |  |
| Inscrits | Inscrits          | Inscrits           | 2 822 |       |  |  |  |
| Votants  | Votants           | Votants            | 2 296 | 81,36 |  |  |  |
| Exprimés | Exprimés          | Exprimés           | 2 252 | 98,08 |  |  |  |

*sortant

#### Canton de Mordelles
- Conseiller sortant : Henri de Freslon (Conservateur), élu depuis 1919.

- Cette élection ne sera pas validée, une partielle organisée le 1er octobre 1922 sera remporté avec 199 voix d'avance par Henri de Freslon, contre le même adversaire.

|          | Henri de Freslon * | Conservateur          | 595   | 49,83 |  |  |  |
|          | Léon Thomas        | Républicain de gauche | 589   | 49,33 |  |  |  |
|          |                    |                       |       |       |  |  |  |
| Inscrits | Inscrits           | Inscrits              | 1 760 |       |  |  |  |
| Votants  | Votants            | Votants               | 1 209 | 68,69 |  |  |  |
| Exprimés | Exprimés           | Exprimés              | 1 194 | 98,76 |  |  |  |

*sortant

### Arrondissement de Saint-Malo

#### Canton de Saint-Malo
- Conseiller sortant : François Dubreuil (Radical), élu depuis 1912.

|          | François Dubreuil * | Radical  | 1 797 | 88,70 |  |  |  |
|          | André Marty         | PC-SFIC  | 73    | 3,82  |  |  |  |
|          |                     |          |       |       |  |  |  |
| Inscrits | Inscrits            | Inscrits | 4 512 |       |  |  |  |
| Votants  | Votants             | Votants  | 2 026 | 44,90 |  |  |  |
| Exprimés | Exprimés            | Exprimés | 1 910 | 94,27 |  |  |  |

*sortant

#### Canton de Châteauneuf-d'Ille-et-Vilaine
- Conseiller sortant : Jean-Marie Fougeray (Radical), élu depuis 1910.

|          | Jean-Marie Fougeray * | Radical  | 1 321 | 91,10 |  |  |  |
|          |                       |          |       |       |  |  |  |
| Inscrits | Inscrits              | Inscrits | 2 594 |       |  |  |  |
| Votants  | Votants               | Votants  | 1 450 | 55,90 |  |  |  |
| Exprimés | Exprimés              | Exprimés | 1 343 | 92,62 |  |  |  |

*sortant

#### Canton de Dinard
- Conseiller sortant : Jean Robert (Républicain de gauche), élu depuis 1919.

- Jean Robert n'obtient que 24,46% des inscrits au premier tour, un ballotage est donc nécessaire.

| Candidats | Candidats     | Étiquette              | Premier tour | Premier tour | Ballotage | Ballotage |  |
| Candidats | Candidats     | Étiquette              | Voix         | %            | Voix      | %         |  |
| --------- | ------------- | ---------------------- | ------------ | ------------ | --------- | --------- |  |
|           | Jean Robert * | Républicain de gauche  | 989          | 67,83        | 1 092     | 71,37     |  |
|           | Maurice Dufeu | Républicain socialiste | 469          | 32,17        | 438       | 28,63     |  |
|           |               |                        |              |              |           |           |  |
| Inscrits  | Inscrits      | Inscrits               | 4 044        |              | 4 044     |           |  |
| Votants   | Votants       | Votants                | 1 495        | 36,97        | 1 549     | 38,30     |  |
| Exprimés  | Exprimés      | Exprimés               | 1 458        | 97,53        | 1 530     | 98,77     |  |

*sortant

#### Canton de Dol-de-Bretagne
- Conseiller sortant : Alfred Lecompte (Républicain de gauche), élu depuis 1919.

|          | Alfred Lecompte * | Républicain de gauche | 1 687 | 85,20 |  |  |  |
|          |                   |                       |       |       |  |  |  |
| Inscrits | Inscrits          | Inscrits              | 3 713 |       |  |  |  |
| Votants  | Votants           | Votants               | 1 980 | 53,33 |  |  |  |
| Exprimés | Exprimés          | Exprimés              | 1 693 | 85,51 |  |  |  |

*sortant

#### Canton de Tinténiac
- Conseiller sortant : François Phily (Républicain de gauche), élu depuis 1919.

- Henri Brandily se retire avant le scrutin.

| Candidats | Candidats      | Étiquette              | Premier tour | Premier tour | Ballotage | Ballotage |  |
| Candidats | Candidats      | Étiquette              | Voix         | %            | Voix      | %         |  |
| --------- | -------------- | ---------------------- | ------------ | ------------ | --------- | --------- |  |
|           | Marie Beslay   | Conservateur           | 761          | 42,97        | 873       | 49,32     |  |
|           | François Phily | Républicain de gauche  | 721          | 40,71        | 888       | 50,02     |  |
|           | Henri Brandily | Républicain socialiste | 258          | 14,57        |           |           |  |
|           |                |                        |              |              |           |           |  |
| Inscrits  | Inscrits       | Inscrits               | 2 453        |              | 2 449     |           |  |
| Votants   | Votants        | Votants                | 1 833        | 74,73        | 1 809     | 73,87     |  |
| Exprimés  | Exprimés       | Exprimés               | 1 771        | 96,62        | 1 770     | 97,84     |  |

*sortant

### Arrondissement de Fougères
- Il doit y avoir au moins neuf conseillers par arrondissement, celui de Fougères ne comptant que six cantons, trois sièges sont ajoutés aux cantons les plus peuplés.

#### Canton de Fougères-Nord
- Conseillers sortants : Henri Le Bouteiller (Conservateur) et Émile Pautrel (Conservateur), élus depuis 1910.

|          | Henri Le Bouteiller * | Conservateur | 2 118 | 80,20 |  |  |  |
|          | Émile Pautrel *       | Conservateur | 2 116 | 80,12 |  |  |  |
|          |                       |              |       |       |  |  |  |
| Inscrits | Inscrits              | Inscrits     | 5 289 |       |  |  |  |
| Votants  | Votants               | Votants      | 2 641 | 49,93 |  |  |  |
| Exprimés | Exprimés              | Exprimés     | 2 262 | 85,65 |  |  |  |

*sortant

#### Canton d'Antrain
- Conseillers sortants : Victor Allain (Républicain de gauche), élu depuis 1911, et Jean-Louis Berthelot (Républicain de gauche) élu depuis 1919.

|          | Jean-Louis Berthelot * | Républicain de gauche | 1 835 | 76,88 |  |  |  |
|          | Victor Allain *        | Républicain de gauche | 1 714 | 71,81 |  |  |  |
|          |                        |                       |       |       |  |  |  |
| Inscrits | Inscrits               | Inscrits              | 3 498 |       |  |  |  |
| Votants  | Votants                | Votants               | 2 387 | 68,24 |  |  |  |
| Exprimés | Exprimés               | Exprimés              | 2 134 | 89,40 |  |  |  |

*sortant

#### Canton de Saint-Aubin-du-Cormier
- Conseiller sortant : Pierre Morel (Républicain de gauche), élu depuis 1919.

|          | Pierre Morel * | Républicain de gauche | 1 521 | 93,20 |  |  |  |
|          |                |                       |       |       |  |  |  |
| Inscrits | Inscrits       | Inscrits              | 2 217 |       |  |  |  |
| Votants  | Votants        | Votants               | 1 632 | 73,61 |  |  |  |
| Exprimés | Exprimés       | Exprimés              | 1 550 | 94,98 |  |  |  |

*sortant

### Arrondissement de Vitré
- Il doit y avoir au moins neuf conseillers par arrondissement, celui de Vitré ne comptant que six cantons, trois sièges sont ajoutés aux cantons les plus peuplés.

#### Canton de Vitré-Est
- Conseillers sortants : Hippolyte de Montcuit (Conservateur) et Marcel Rupied (Conservateur) (qui se présente dans pour le Conseil Général dans le Canton de Vitré-Ouest), élus depuis 1919.

|          | Auguste Rousseau        | Conservateur          | 1 510 | 63,85 |  |  |  |
|          | Hippolyte de Montcuit * | Conservateur          | 1 487 | 62,88 |  |  |  |
|          |                         |                       |       |       |  |  |  |
|          | Louis Michel            | Républicain de gauche | 837   | 35,39 |  |  |  |
|          | Pierre Pelliet          | Républicain de gauche | 695   | 29,39 |  |  |  |
|          |                         |                       |       |       |  |  |  |
| Inscrits | Inscrits                | Inscrits              | 3 157 |       |  |  |  |
| Votants  | Votants                 | Votants               | 2 428 | 76,91 |  |  |  |
| Exprimés | Exprimés                | Exprimés              | 2 365 | 97,41 |  |  |  |

*sortant

#### Canton d'Argentré-du-Plessis
- Conseiller sortant : Alphonse Lambron (Conservateur), élu depuis 1891, qui ne se représente pas.

|          | Arsène Gastinel | Conservateur    | 1 543 | 74,83 |  |  |  |
|          | Louis Lemarié   | Républicain ERD | 501   | 24,30 |  |  |  |
|          |                 |                 |       |       |  |  |  |
| Inscrits | Inscrits        | Inscrits        | 2 653 |       |  |  |  |
| Votants  | Votants         | Votants         | 2 140 | 80,66 |  |  |  |
| Exprimés | Exprimés        | Exprimés        | 2 062 | 96,36 |  |  |  |

*sortant

#### Canton de la Guerche-de-Bretagne
- Conseillers sortants : Émile Bonnelière (Républicain ERD), élu depuis 1919 et Émile Hévin (fils) (Républicain ERD), élu depuis 1920.

Henri Rault (Républicain de gauche) élu depuis 1919 est décédé fin mai 1920. Lors de la partielle du 25 juillet, Émile Hévin (fils) (Républicain ERD) est élu.
|          | Émile Bonnelière *   | Républicain ERD | 1 803 | 88,95 |  |  |  |
|          | Émile Hévin (fils) * | Républicain ERD | 1 636 | 80,71 |  |  |  |
|          |                      |                 |       |       |  |  |  |
| Inscrits | Inscrits             | Inscrits        | 3 091 |       |  |  |  |
| Votants  | Votants              | Votants         | 2 027 | 65,58 |  |  |  |
| Exprimés | Exprimés             | Exprimés        | 1 886 | 93,04 |  |  |  |

*sortant

### Arrondissement de Redon
- Il doit y avoir au moins neuf conseillers par arrondissement, celui de Redon ne comptant que sept cantons, deux sièges sont ajoutés à chacun des cantons les plus peuplés.

#### Canton de Redon
- Conseillers sortants : Eugène Simon (Républicain ERD) et Julien Danard (Républicain ERD), élus depuis 1919.

|          | Eugène Simon *  | Républicain ERD | 1 876 | 82,28 |  |  |  |
|          | Julien Danard * | Républicain ERD | 1 816 | 79,65 |  |  |  |
|          |                 |                 |       |       |  |  |  |
| Inscrits | Inscrits        | Inscrits        | 4 209 |       |  |  |  |
| Votants  | Votants         | Votants         | 2 280 | 54,17 |  |  |  |
| Exprimés | Exprimés        | Exprimés        | 1 920 | 84,21 |  |  |  |

*sortant

#### Canton de Guichen
- Conseiller sortant : Bernard Salmon (Conservateur), élu depuis 1919.

|          | Charles Dufrêche | Radical indépendant | 1 409 | 53,72 |  |  |  |
|          | Bernard Salmon * | Conservateur        | 1 213 | 46,25 |  |  |  |
|          |                  |                     |       |       |  |  |  |
| Inscrits | Inscrits         | Inscrits            | 3 655 |       |  |  |  |
| Votants  | Votants          | Votants             | 2 703 | 73,95 |  |  |  |
| Exprimés | Exprimés         | Exprimés            | 2 623 | 97,04 |  |  |  |

*sortant

#### Canton de Maure-de-Bretagne
- Conseiller sortant : Jean-Marie Barre (Conservateur), élu depuis 1919.

|          | Jean-Marie Barre * | Conservateur | 1 447 | 91,18 |  |  |  |
|          |                    |              |       |       |  |  |  |
| Inscrits | Inscrits           | Inscrits     | 2 547 |       |  |  |  |
| Votants  | Votants            | Votants      | 1 587 | 62,31 |  |  |  |
| Exprimés | Exprimés           | Exprimés     | 1 464 | 92,25 |  |  |  |

*sortant

### Arrondissement de Montfort
- Il doit y avoir au moins neuf conseillers par arrondissement, celui de Montfort ne comptant que cinq cantons, quatre sièges sont ajoutés aux quatre cantons les plus peuplés.

#### Canton de Montfort-sur-Meu
- Conseillers sortants : Joseph Dutay (Républicain ERD) et Jean-Louis Vilboux (Républicain ERD), élus depuis 1910 ne se représentent pas.

|          | Julien Marquer    | Républicain de gauche | 1 789 | 81,39 |  |  |  |
|          | Auguste Berthelot | Républicain ERD       | 1 715 | 78,03 |  |  |  |
|          |                   |                       |       |       |  |  |  |
| Inscrits | Inscrits          | Inscrits              | 3 365 |       |  |  |  |
| Votants  | Votants           | Votants               | 2 198 | 65,32 |  |  |  |
| Exprimés | Exprimés          | Exprimés              | 2 040 | 92,81 |  |  |  |

*sortant

#### Canton de Montauban-de-Bretagne
- Conseiller sortant : Louis de Villers (Républicain ERD), élu depuis 1919.

|          | Émile Delisse      | Conservateur    | 822   | 53,87 |  |  |  |
|          | Louis de Villers * | Républicain ERD | 626   | 41,02 |  |  |  |
|          |                    |                 |       |       |  |  |  |
| Inscrits | Inscrits           | Inscrits        | 2 101 |       |  |  |  |
| Votants  | Votants            | Votants         | 1 574 | 74,92 |  |  |  |
| Exprimés | Exprimés           | Exprimés        | 1 526 | 96,95 |  |  |  |

*sortant

#### Canton de Saint-Méen-le-Grand
- Conseillers sortants : Alexandre Villandre (Républicain ERD) et Jean Escolan (Républicain de gauche) élus depuis 1919.

|          | Alexandre Villandre * | Républicain ERD       | 1 190 | 57,41 |  |  |  |
|          | Jean Escolan *        | Républicain de gauche | 1 102 | 53,16 |  |  |  |
|          |                       |                       |       |       |  |  |  |
| Inscrits | Inscrits              | Inscrits              | 2 869 |       |  |  |  |
| Votants  | Votants               | Votants               | 2 041 | 71,14 |  |  |  |
| Exprimés | Exprimés              | Exprimés              | 1 741 | 85,30 |  |  |  |

*sortant